# Suddia sagittifolia
Genre
Espèce
Suddia sagittifolia est une espèce de plantes monocotylédones de la famille des Poaceae, sous-famille des Oryzoideae, originaire d'Afrique. C'est l'unique espèce classée dans le genre Suddia (genre monotypique).
C'est une plante herbacée aquatique, vivace, rhizomateuse, qui a été découverte dans le marais du Sudd (Soudan du Sud) en 1981.